# Cyrille Diabaté
Cyrille Moktar Diabaté (ur. 6 października 1973 w La Celle-Saint-Cloud) – francuski zawodnik MMA walczący w kategorii półciężkiej i ciężkiej. Podczas swojej kariery walczył dla japońskiej organizacji Pride Fighting Championships oraz amerykańskiej UFC.